# Franz Poppe
Franz Heinrich Wilhelm Poppe (* 24. März 1834 in Neusüdende (Rastede); † 13. September 1915 in Oldenburg) war ein deutscher Lehrer, Schulrektor, Schriftsteller, Heimatdichter und Redakteur.

## Leben
Franz Poppe wurde bei Rastede als Sohn eines Lehrers und einer Tochter des Bildhauers Franz Högl (1769–1859) aus Warschau geboren. Er verlebte seine Jugend in Bekhausen, besuchte ab 1849 das Lehrerseminar in Oldenburg und arbeitete von 1851 bis 1853 als Hilfslehrer in Stuhr. 1854 wurde er in Zwischenahn als Lehrer angestellt, ein Jahr später kam er nach Bardenfleth. 1857 wurde Poppe nach Sande versetzt und heiratete 1859 Johanna Lüerßen aus Bardenfleth.
Im Mai 1862 wurde Poppe Hauptlehrer in Bürgerfelde bei Oldenburg. Hier war er fünfzehn Jahre tätig und wurde anschließend nach Frankfurt am Main an die städtischen Schulen berufen. 1880 kehrte er nach Oldenburg zurück, wurde Hauptlehrer an der Haarentorschule und 1891 vorzeitig in den Ruhestand versetzt.

### Tätigkeit als Schriftsteller
Neben seiner beruflichen Tätigkeit, wurde Poppe als Schriftsteller und Dichter bekannt. Er verfasste etwa 25 Bücher, zahlreiche Gedichte, Lieder und Geschichten, die in Sammelbänden, Zeitungen, Kalendern und Wochenblättern erschienen. Seine Themen entnahm Poppe unter anderem den Besonderheiten seiner Heimatlandschaft und ihrer Bewohner, die er sowohl in plattdeutscher wie auch in hochdeutscher Sprache niederlegte. Sein lyrisches Werk umfasst zum einen drei Bände mit plattdeutschen Gedichten (erschienen 1867, 1879 und 1908) sowie zwei weitere Sammlungen (1869 und 1897). Seine Aufsätze erschienen weit verstreut und wurden teilweise in dem 1888 erschienenen Sammelband Zwischen Ems und Weser. Land und Leute in Oldenburg und Ostfriesland zusammengefasst.
Seine populärsten Schriften waren Poppes Jan und Hinnerk-Geschichten, die in den Nachrichten für Stadt und Land abgedruckt wurden und zwischen 1901 und 1909 in drei Sammelbänden erschienen. Weiterhin verfasste er einen Familienroman über seinen Großvater, der 1911 mit dem Titel Franz Anton Högl aus Warschau, Bildhauer erschien und der auch Beschreibungen den Oldenburgischen Franzosenzeit, sowie der Biedermeierzeit in Oldenburg enthielt.
Daneben verfasste Poppe auch eine Reihe von Schulbüchern. Für den Religionsunterricht verfasste er 1883 die Geschichte des Reiches Gottes, das bis 1913 in einundzwanzig Auflagen erschien. Weitere  wichtige Schulbücher waren die Deutsche Sprachschule (1893) und Lieder für Schule und Haus. Poppes Bücher erreichten zumeist mehrere Auflagen und viele seiner Schulbücher waren jahrzehntelang in den Schulen des Oldenburger Landes in Benutzung.
Als Schriftleiter verschiedener Zeitungen und Zeitschriften redigierte Poppe von 1868 bis 1870 das Oldenburger Schulblatt, für das er außerdem zahlreiche Beiträge zur Heimatkunde verfasste. Von 1871 bis 1882 gab er den Oldenburger Hauskalender sowie von 1873 bis 1881 den Oldenburger Gesellschafter heraus.
Franz Poppe wurde mit der Verleihung der Große Goldene Medaille für Wissenschaft und Kunst des Großherzogtums Oldenburg geehrt. Er wurde zudem zum Ehrenmitglied und Meister des Freien deutschen Hochstifts in Frankfurt ernannt. Der Heimatbund Niedersachsen ernannte Poppe anlässlich einer 1909 für ihn ausgerichteten Jubiläumsfeier zum Ehrenmitglied.
In seinen Gedichten und Schriften äußerte sich Poppe immer auch zu Zeitfragen. Seine politische Auffassung wurzelte in der bürgerlichen Revolution von 1848, war allerdings auch von großdeutsch-nationalen Wünschen und Hoffnungen geprägt. Zum Krieg 1870/71 gegen Frankreich veröffentlichte er 1872 das Buch Deutschlands Heldenkampf, das von nationalistischer Begeisterung geprägt ist. Obwohl Poppe zu den Hauptvertretern der oldenburgischen hochdeutschen und plattdeutschen Heimatdichtung der zweiten Hälfte des 19. und der ersten Hälfte des 20. Jahrhunderts zählt und seine Werke einen zu dieser Zeit hohen Bekanntheitsgrad hatten, erreichten sie keine längerfristige Bedeutung.

## Werke (Auswahl)
- Wihnachtsbom un Haßelstruk. Gedichtband. Oldenburg. 1867 (Digitalisat).
- Am Zwischenahner See. Sammlung hochdeutscher Gedichte und Lieder. Oldenburg. 1869.
- Deutschlands Heldenkampf 1870 und 1871 in Bildern für das Volk, das Heer und die Jugend. Oldenburg. 1872. 2. Auflage: 1873. Ausgabe in holländischer Sprache: ohne Jahresangabe.
- Marsch und Geest. Gedichtband. Oldenburg. 1879.
- Album Oldenburgischer Dichter. Oldenburg. 1883. 2. Auflage: 1896.
- Zwischen Ems und Weser. Land und Leute in Oldenburg und Ostfriesland. Oldenburg/Leipzig. 1888.
- Lebensborn. Gedichtesammlung. Oldenburg/Leipzig. 1897.
- Ein Führer durch das Großherzogthum Oldenburg. 1889, Neudruck Oldenburg 2003 ISBN 3-89995-012-7.
- Noorddütsche Wihnachsböm. Gedichtband. Oldenburg. 1908.
- Jan und Hinnerks gesammelte Werke. 3 Bde. Oldenburg. 1901–1909.
- Franz Anton Högl aus Warschau, Bildhauer. Ein Familienroman aus der Franzosen- und Biedermeierzeit. Oldenburg/Leipzig. 1911.